# Cath Kidston

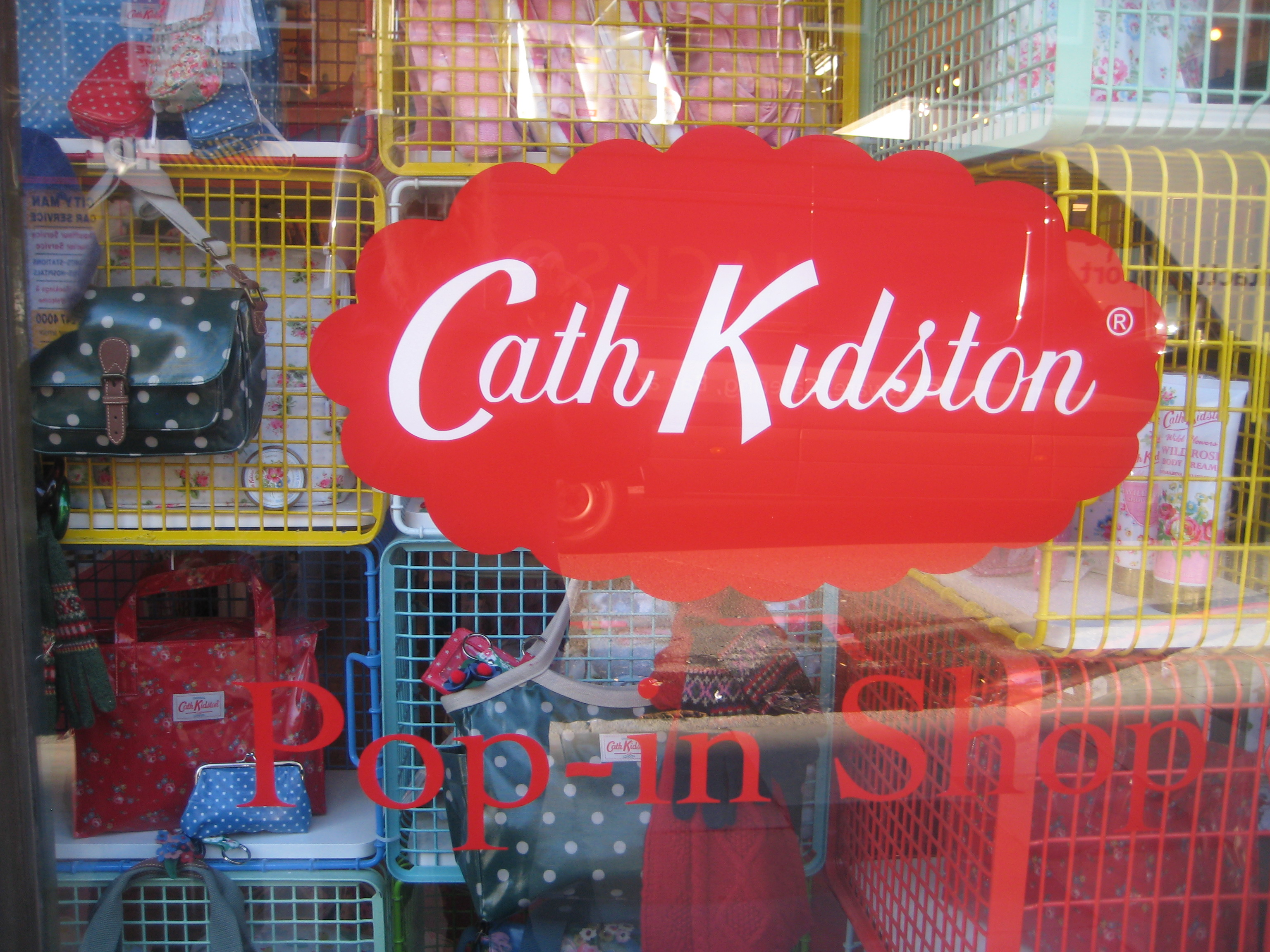

Cath Kidston là một hãng nổi tiếng chuyên về túi, ví nổi tiếng bắt nguồn từ Anh. Với họa tiết hoa về từng thứ hãng này đã nỗi tiếng thế giới. Vào tháng 2 năm 2010 hãng đã thu được khoảng 75 triệu £. Ông của Cath Kidston tên là Glen Kidston.